# Каиров, Иван Андреевич
Ива́н Андре́евич Каи́ров (14 (26) декабря 1893 года, Рязань — 29 октября 1978 года, Москва) — советский учёный-педагог, деятель народного образования, доктор педагогических наук, профессор (1929), действительный член Академии педагогических наук РСФСР (1944), действительный член Академии педагогических наук СССР (1967). Герой Социалистического Труда (1963).

## Биография
В 1917 году окончил физико-математический факультет Московского университета (естественнонаучное отделение), в том же году вступил в РСДРП(б). С 1925 по 1929 год возглавлял отдел сельскохозяйственного образования в Главпрофобре при Наркомпросе РСФСР. С 1929 по 1948 год заведовал кафедрами педагогики в ряде московских ВУЗов. Параллельно в 1930—1934 годах работал заместителем директора НИИ сельскохозяйственных кадров, а в 1942—1950 годах — главным редактором журнала «Советская педагогика». С 1949 по 1956 год занимал должность министра просвещения РСФСР.
С 1944 года состоял действительным членом Академии педагогических наук РСФСР, с 1944 по 1946 год был её вице-президентом, а с 1946 по 1967 год — президентом.
Представил на сессии Верховного совета СССР доклад о переходе школ СССР на одиннадцатилетку.
В 1963 году удостоен звания Героя Социалистического Труда. Кандидат в члены ЦК КПСС (1952—1956, 1961—1966). Член Центральной ревизионной комиссии КПСС (1956—1961). Избирался депутатом Верховного Совета СССР 3‒го и 6-го созывов.
За свою жизнь написал и участвовал в подготовке целого ряда учебников по педагогике для педагогических институтов и университетов.

## Награды и звания
- Герой Социалистического Труда (26.12.1963) — за большие заслуги в области народного образования, активную общественно-политическую деятельность и в связи с семидесятилетием со дня рождения
- 3 ордена Ленина (15.06.1951; 11.07.1960; 26.12.1963)
- орден Октябрьской Революции (25.12.1973)
- 2 ордена Трудового Красного Знамени (04.11.1944; 29.12.1953)
- медали
- doctor honoris causa Карлова университета (Прага)